# 維克斯VC.1維京
維克斯VC.1維京是一個英國製造的短程活塞雙發動機飛機，由維克斯-阿姆斯特朗公司生產，改良自威靈頓轟炸機。第二次世界大戰結束後，還未有其它更先進的渦輪螺旋槳發動機飛機、如維克斯子爵式之前，VC.1在英國的航空公司有很重要的地位。而在1948年首飛，裝備勞斯萊斯發動機的非正式VC.1型號，是英國首個噴射式運輸機。

## 設計和發展
英國飛機生產部向維克斯公司訂購了三架威靈頓運輸機，並與維克斯公司簽下合約，要求研發一款能夠用作中短程客運的客機，但該飛機性能必須與威靈頓運輸機差不多。維克斯公司為了加快發展進度，讓新飛機採用與維克斯威靈頓一樣的起落架和機翼，但飛機機身則重新設計，設計完成時，該飛機被命名為維京。
首架原型機（註冊碼：G-AGOK）於1945年6月22日首飛。三架原型機的試飛成功使英國海外航空立即下訂了19架VC.1維京。英國海外航空首架VC.1在1946年3月23日首飛。隨後VC.1的原型機轉為英國皇家空軍測試之用，之後英國皇家空軍訂購了數架VC.1用作軍事用途。
早期生產的19架飛機載客量只有21人。在得到航空公司的反饋後，接下來的14架維京 1飛機在設計上有所更改，強化了機翼和尾翼。另一款衍生型號維京 1B，比維京 1長28英吋，載客量24人，此型號共生產了115架。其中一架飛機的發動機改為使用勞斯萊斯噴射引擎並在1948年4月6日首飛，是世界上最早飛行的噴射引擎的民用客機，比哈維蘭彗星型還要早一年。該飛機負責倫敦-巴黎航線，用以紀念路易·布萊里奧成功橫越英吉利海峽。雖然使用噴射引擎的維京飛機在該航線的飛行時間只需34分鐘，可是在六年後又改為使用活塞發動機的維京飛機。
在1952年，英國歐洲航空把在1948年生產完成的16架屬於皇家空軍、用作皇室行政專機的維京飛機改建，使它們成為可載38人，最大負載量由5,500磅增加至7,200磅(的維京飛機。
第158架維京是軍用飛機Valetta的原型機，一共出售了261架。另一款維京的軍用型號Varsity，與Valetta外貌相似，但增加了航程，一共生產了161架。當中只有一架為皇家空軍服務，餘下的則為瑞典空軍服務。到現時為止，仍有一架保存在英國紐阿克航空博物館。

## 運作歷史
完成了在1946年8月20日的諾霍特-奧斯陸航線的飛行測試之後，英國歐洲航空首架維京飛機在1946年9月1日正式投入服務，飛行航線為諾索爾特-哥本哈根。 
這批飛機於1945年6月22日首飛，第三架在1946年4月20日，於伯恩茅斯附近的機場交付給英國海外航空。在交付了9架飛機給英國海外航空(包括兩架原型機)之後，1946年8月1日，英國海外航空的VC.1維京正式使用投入服務。總共生產了163架VC.1維京。VC.1維京與美國的道格拉斯飛行器公司所生產的DC-1、DC-2和DC-3十分相似，而英國歐洲航空後來亦購入了與VC.1維京的結構十分相似的DC-3。

## 型號
維京
基本型，裝配兩個有1,675馬力的發動機，一共生產了3架。
維京 1A
早期所生產的型號，改良了機翼及裝配兩個有1,690馬力的發動機。
維京 1
同樣裝配兩個有1,690馬力的發動機，但改良了飛機結構。
維京 1B
擁有「長鼻」的維京1，一共生產了113架。
Nene維京
裝配兩個推力達5000磅的勞斯萊斯Nene I噴射引擎的維京 1B，用作測試用途。
維京 C2
英國皇家空軍指定維京1. VIP飛機用作英皇的行政專機。
Valetta C2
加強飛機地板和擴大貨艙艙門。
Varsity T1
修改了起落架設計，用以訓練飛行員。

## 性能（維京1B）
基本信息
- 机组：2人
- 容量：36人

性能